# Athgarvan
Athgarvan (irisch Áth Garbháin, deutsch: Garbháns Furt) ist ein Dorf im County Kildare im Osten der Republik Irland mit 1193 Einwohnern.

## Der Ort
Athgarvan liegt etwa einen Kilometer südsüdöstlich von Newbridge am Liffey im Zwickel der Autobahnen M7 und M9. Die R416 führt durch den Ort von Newbridge nach Kilcullen, die R413 von Kildare nach Kilcullen. Im Südwesten liegt der Truppenübungsplatz Curragh Camp (Campa an Churraigh). 